# Anisodes spuria
Anisodes spuria là một loài bướm đêm trong họ Geometridae.